# South Landing
South Landing è un'area non incorporata nella Contea di Mono in California. Sita sulla sponda sud del Lago Crowley si trova a 3 miglia (4,80 km) ovest nordovest di Toms Place a un'altezza di 6804 piedi, pari a 2074 m.